# Luisa Castro
Luisa Castro (née à Foz (province de Lugo) en 1966) est une poète et écrivaine espagnole en castillan et galicien. Elle a vécu à Barcelone, New York, Madrid et Saint-Jacques-de-Compostelle. Elle collabore avec des articles pour la presse galicienne. 
Son premier recueil de poèmes, Odisea definitiva : Libro póstumo (Odyssée définitive : Livre posthume) fut publié en 1984. Son œuvre suivante, Baleas e baleas (1988), fut son premier livre en galicien. Son premier roman est El somier (Le sommier) (1999). 

## Prix
- 1986 Premio Hiperión avec Los versos del eunuco (Les versets de l'eunuque)
- 2001 Premio Azorín avec El secreto de la lejía (Le secret de l'eau de javel)
- 2004 Prix Torrente Ballester avec Una patada en el culo
- 2006 Prix Biblioteca Breve avec La segunda mujer (La deuxième femme)

## Ouvrage

### Poésie
- Odisea definitiva : Libro póstumo. Madrid : Arnao, 1984
- Los versos del eunuco. Madrid : Hiperión, 1986. (Premio Hiperión 1986)
- Baleas e baleas. Ferrol : Sociedad de Cultura Valle-Inclán, 1988
- Los seres vivos. 1988
- Los hábitos del artillero. Madrid : Visor Libros S.L., 1989. (Premio Rey Juan Carlos 1990)
- Ballenas. Madrid : Hiperión, 1992
- De mí haré una estatua ecuestre. Madrid : Hiperión, 1997

### Romans
- El somier. Barcelona. Anagrama, 1990.
- La fiebre amarilla. Barcelona : Anagrama, 1994
- Mi madre en la ventana.' En: Madres e hijas. Freixas, Laura (ed.) . Barcelone : Anagrama, 1996
- El amor inútil. En Páginas amarillas. Madrid : Lengua de trapo, 1997, pp. 137-145
- No es un regalo. En Vidas de mujer. Monmany, Mercedes (ed.) . Madrid : Alianza, 1998, pp. 245-253.
- El secreto de la lejía. Barcelona : Planeta, 2001. Novela. Premio Azorín 2001
- Viajes con mi padre. Barcelona : Planeta, 2003
- Cuando más feliz soy. El Cultural, 26 jun 2003, p. 6
- Una patada en el culo y otros cuentos, 2004. Premio Torrente Ballester 2004
- La segunda mujer, 2006. Seix Barral. Prix Biblioteca Breve.

### Essais
- Carmen Martín Gaite. In Retratos literarios Retratos literarios : Escritores españoles del siglo XX evocados por sus contemporáneos. Freixas, Laura (ed.) . Madrid : Espasa Calpé, 1997, p. 306-307
- Diario de los años apresurados. Madrid : Hiperión, 1998